# Seznam avstrijskih šahistov
Seznam avstrijskih šahistov.

## B
- Ilia Balinov
- Johann Hermann Bauer
- Johann Berger

## D
- Andreas Diermair

## E
- Berthold Englisch

## G
- Ernst Grünfeld

## K
- Marcus Kann
- Stefan Kindermann

## M
- Georg Marco (1863-1923) (romunsko-avstrijski)
- Hans Müller

## N
- Augustin Neumann

## P
- Julius Perlis

## R
- Markus Ragger
- Karl Robatsch

## S
- Mario Schachinger
- Carl Schlechter
- Rudolf Spielmann
- Wilhelm Steinitz

## W
- Heinrich Wolf

## Z
- Adolf Zinkl